# Rodrygo Goes
Rodrygo Silva de Goes, vagy egyszerűbben Rodrygo  (Brazília, Osasco, 2001. január 9. –) brazil válogatott labdarúgó, a Real Madrid csatára.

## Pályafutása

### Santos
A São Paulo államban, Osascóban született Rodrygo 2011-ben csatlakozott a Santos ifjúsági akadémiájához, tíz éves korában. Kezdetekben futsalozott is a labdarúgás mellett. 2017 márciusában, a perui Sporting Cristal elleni Copa Libertadores-mérkőzés előtt hívta fel először az első csapat keretéhez Dorival Júnior vezetőedző.
2017. július 21-én aláírta első profi szerződését a klubbal. 2017. november 4-én mutatkozott be a brazil élvonalban, a Série A-ban az Atlético Mineiro elleni 3–1-es hazai győzelem alkalmával Bruno Henrique Pinto cseréjeként.  2018. január 25-én megszerezte első gólját is a csapatban egy Ponte Preta elleni 2–1-re megnyert mérkőzésen az állami bajnokságban.
2018. március 1-jén debütált a Copa Libertadoreben is, 17 éves és 50 napos korában a Santos történetének legfiatalabb játékosává vált a sorozatban. Tizenöt nappal később az uruguayi Club Nacional de Football ellen a legrangosabb dél-amerikai klubsorozatban is megszerezte első gólját, ezzel 17 éves, két hónapos és hat napos korában a legfiatalabb brazil góllövője lett a sorozatnak. 2018. április 14-én a brazil országos bajnokságban is megszerezte első találatát. Június 3-án az Esporte Clube Vitória ellen 5–2-re megnyert bajnokin mesterhármast szerzett és gólpasszt adott csapattársának, Gabriel Barbosának.
2018. július 26-án Rodrygo megváltoztatta mezszáma 43-ról 9-re, majd a 2019-es szezon kezdete előtt a 11-esre, amit előtte legutoljára Neymar viselt a klubnál.

### Real Madrid
2018. június 15-én a Real Madrid megállapodott a Santosszal, hogy Rodrygo 2019 júniusában csatlakozik a spanyol csapathoz. Rodrygo 2025 nyaráig írt alá új klubjához, a madridiak 45 millió eurót fizettek érte a Santosnak, ebből ötmillió a játékos ügynökeit illette. Szeptember 25-én, az Osasuna ellen mutatkozott be új csapatában és egyből gólt is szerzett. November 6-án, a Galatasaray  elleni Bajnokok Ligája csoportmérkőzésen mesterhármast ért el és gólpasszt adott első két gólját hét perc alatt szerezve. A Real Madrid 6–0-ra győzte le ellenfelét. Rodrygo lett a klub történetének második legfiatalabb BL-gólszerzője 18 évesen és 301 naposan, és a leggyorsabb aki két gólt szerzett egy Bajnokok Ligája mérkőzésen. A Bajnokok Ligája történetének második legfiatalabb játékosa lett Wayne Rooney után, aki mesterhármast tudott elérni.
Miután Marco Asensio távozott a királyiaktól, a 11-es mezszám felszabadult és Rodrygo lett az új viselője.

### A válogatottban
2017 márciusában meghívták a brazil U17-es válogatottban és részt vett a franciaországi Montaigu városában megrendezett utánpótlástornán. 2018 márciusában hívták meg először a brazil U20-as válogatottban.
2019 Novemberében, Rodrygo meghívót kapott a brazil felnőtt válogatottba a Superclásico de las Américas ra a nagy rivális Argentína ellen, a Szaúd-Arábiai Rijadba. A November 15-én rendezett, 1-0-ra elvesztett mérkőzésen Williant váltotta az utolsó 20 percre.

## Család
Rodrygo édesapja, Eric Batista de Goes szintén profi labdarúgó volt, legtovább a brazil országos bajnokság második osztályáig jutott játékosként.

## Statisztika

### Klubcsapatokban
2025. január 19.-én frissítve.
| Klub           | Szezon         | Országos bajnokság | Országos bajnokság | Országos bajnokság | Állami bajnokság | Állami bajnokság | Országos kupa | Országos kupa | Nemzetközi kupa | Nemzetközi kupa | Egyéb         | Egyéb | Összesen      | Összesen |
| Klub           | Szezon         | Bajnokság          | Pályára lépés      | Gól                | Pályára lépés    | Gól              | Pályára lépés | Gól           | Pályára lépés   | Gól             | Pályára lépés | Gól   | Pályára lépés | Gól      |
| -------------- | -------------- | ------------------ | ------------------ | ------------------ | ---------------- | ---------------- | ------------- | ------------- | --------------- | --------------- | ------------- | ----- | ------------- | -------- |
| Santos         | 2017           | Série A            | 2                  | 0                  | —                | —                | —             | —             | —               | —               | —             | —     | 2             | 0        |
| Santos         | 2018           | Série A            | 35                 | 8                  | 12               | 3                | 3             | 0             | 8               | 1               | —             | —     | 58            | 12       |
| Santos         | 2019           | Série A            | 4                  | 1                  | 10               | 1                | 6             | 3             | 0               | 0               | —             | —     | 20            | 5        |
| Santos         | Összesen       | Összesen           | 41                 | 9                  | 22               | 4                | 9             | 3             | 8               | 1               | —             | —     | 80            | 17       |
| Real Madrid B  | 2019–20        | Segunda División B | 3                  | 2                  | —                | —                | —             | —             | —               | —               | —             | —     | 3             | 2        |
| Real Madrid    | 2019–20        | La Liga            | 19                 | 2                  | —                | —                | 1             | 1             | 5               | 4               | 1             | 0     | 26            | 7        |
| Real Madrid    | 2020–21        | La Liga            | 22                 | 1                  | —                | —                | 0             | 0             | 11              | 1               | 0             | 0     | 33            | 2        |
| Real Madrid    | 2021–22        | La Liga            | 33                 | 4                  | —                | —                | 3             | 0             | 11              | 5               | 2             | 0     | 49            | 9        |
| Real Madrid    | 2022–23        | La Liga            | 34                 | 9                  | —                | —                | 6             | 4             | 12              | 5               | 5             | 1     | 57            | 19       |
| Real Madrid    | 2023–24        | La Liga            | 34                 | 10                 | —                | —                | 2             | 1             | 13              | 5               | 2             | 1     | 51            | 17       |
| Real Madrid    | Összesen       | Összesen           | 142                | 26                 | —                | —                | 12            | 6             | 52              | 20              | 10            | 2     | 216           | 54       |
| Teljes karrier | Teljes karrier | Teljes karrier     | 186                | 37                 | 23               | 5                | 21            | 9             | 60              | 21              | 10            | 2     | 299           | 73       |

### A válogatottban
2020. október 9-én frissítve.
| Brazília | Brazília | Brazília |
| Év       | Mérk.    | Gólok    |
| -------- | -------- | -------- |
| 2019     | 2        | 0        |
| 2020     | 1        | 0        |
| 2022     | 9        | 1        |
| 2023     | 8        | 3        |
| 2024     | 11       | 3        |
| Total    | 31       | 7        |

## Sikerei, díjai
Klubcsapatokban
- Real Madrid
- La Liga (2): 2019–20, 2021–22, 2023–24
- Spanyol kupa: 2022–23
- Spanyol szuperkupa (2): 2019–20, 2021–22, 2024
- Bajnokok Ligája (2): 2021–22, 2023–24

- Európai szuperkupa (2): 2022, 2024
- Klubvilágbajnokság: 2022
- FIFA Interkontinentál Kupa: 2024

Egyéni elismerés
- São Paulo állam bajnoksága, Az év felfedezettje: 2018[25]
- IFFHS férfi ifjúsági (U20) világcsapat: 2020, 2021
- La Liga - A hónap legjobb U23 alatti játékosa: 2023 november

## További információ
- Un1que Football profil (portugálul)
- Santos FC profil Archiválva 2018. június 15-i dátummal a Wayback Machine-ben (portugálul)
- Rodrygo Goes adatlapja a Soccerway oldalon (angolul)
- Rodrygo Goes adatlapja a Transfermarkt oldalon (angolul)
- Rodrygo Goes adatlapja a worldfootball.net oldalon (angolul)
- Rodrygo Goes a National-football-teams.com oldalon